# U.D.O.
U.D.O. is een heavymetalband uit Solingen, Duitsland, die in 1987 werd opgericht door Accept-zanger Udo Dirkschneider nadat hij Accept verliet. Het geluid van U.D.O. is te vergelijken met dat van Accept: rauw en vol energie.
Naast Dirkschneider speelde oud-Acceptdrummer Stefan Kaufmann tot 2013 als gitarist in U.D.O. De band bracht anno 2018 zestien studioalbums, drie livealbums en vier compilatiealbums uit. Tijdens optredens speelt U.D.O., naast hun eigen set, regelmatig verzoeknummers.

## Bandleden

### Huidige bandleden
- Udo Dirkschneider – zang (1987–nu)
- Fabian Dee Dammers – gitaar (2018–nu)
- Sven Dirkschneider - drum (2015-nu)
- Andrey Smirnov – gitaar (2013–nu)
- Peter Baltes – basgitaar (2021–nu)

### Oud-bandleden
- Dieter Rubach – bas (1987–1989)
- Wolla Bohm – gitaar (1990)
- Andy Susemihl – gitaar (1987–1991)
- Thomas Smuszynski – bas (1989–1991)
- Frank Fricke – gitaar (1991–1992)
- Stefan Schwarzmann – drum (1988–1999)
- Jurgen Graf – gitaar (1997–1999)
- Lorenzo Milani – drum (2000–2004)
- Igor Gianola – gitaar (1999–2013)
- Stefan Kaufmann – gitaar (1996–2013)
- Francesco Jovino – drum (2004–2015)
- Kasperi Heikkinen – gitaar (2013–2017)

### Originele line-up
- Udo Dirkschneider – zang (1987–nu)
- Peter Szigeti – gitaar (1987)
- Mathias Dieth – gitaar (1987–1991)
- Frank Rittel – bas (1987)
- Thomas Franke – drum (1987–1989)

## Studioalbums
- Animal House (1987)
- Mean Machine (1988)
- Faceless World (1990)
- Timebomb (1991)
- Solid (1997)
- No Limits (1998)
- Holy (1999)
- Man And Machine (2002)
- Thunderball (2004)
- Mission No. X (2005)
- Mastercutor (2007)
- Dominator (2009)
- Rev-Raptor (2011)
- Steelhammer (2013)
- Decadent (2015)
- Steelfactory (2018)
- We Are One (2020)
- Game Over (2021)
- Touchdown (2023)

## Singles/Ep's
- They Want War (1988)
- Heart of Gold (1990)
- Faceless World (1990)
- Two Faced Woman (1997)
- Independence Day (1997)
- Lovemachine (1998)
- Dancing With An Angel (2002)
- 24/7 (2005)
- The Wrong Side of Midnight (2007)
- Infected (2009)
- Leatherhead (2011)

## Livealbums
- Live From Russia (2001)
- Nailed To Metal - The Missing Tracks (2003)
- Mastercutor Alive (2008)

## Compilatiealbums
- Best Of (1999)
- Metallized (2007)
- Burningtracker (2010)
- Celebrator - Rare tracks (2012)

## Dvd's
- Nailed to Metal – The Complete History (2003)
- Thundervision (2004)
- Mastercutor Alive (2008)